# 克林克
克林克（德語：Klink）是德国梅克伦堡-前波美拉尼亚州的市镇，隶属于梅克伦堡湖区县。总面积为25.04平方千米，截至2023年12月31日总人口为1,179人。